# Estlandschwedisch
Estlandschwedisch (schwed. estlandssvenska, estnisch rannarootsi keel) bezeichnet eine Gruppe ostschwedischer Dialekte, die von der in Estland beheimateten schwedischsprachigen Bevölkerung (Estlandschweden) gesprochen wurde, unter anderem auf den estnischen Inseln Worms (schwedisch: Ormsö, estnisch: Vormsi), Ösel (est.: Saaremaa), Dagö (est.: Hiiumaa), Runö (est.: Ruhnu), Klein und Groß Rågö, Nuckö, Nargö und Odinsholm (schw.: Odensholm, est.: Osmussaar) sowie in kleinen Gemeinden auf dem estnischen Festland. Für diese Gebiete findet man auch den Begriff Aiboland.

## Sprachgeschichte
Die estlandschwedischen Dialekte haben sich über Hunderte von Jahren von der schwedischen Hochsprache (rikssvenska) unbeeinflusst entwickelt. In den estlandschwedischen Dialekten findet man deshalb viele altertümliche Sprachzüge, gleichzeitig gibt es aber auch sprachliche Neuerungen, ähnlich wie auch im Finnlandschwedischen. Beispiele für estlandschwedische Dialekte sind Rågömål und Nuckömål. Bis zur Umsiedlung der schwedischsprachigen Bevölkerung aus Estland nach Schweden zum Schutz vor der heranrückenden Roten Armee im Sommer 1944 war Schwedisch auf diesen Inseln neben Estnisch Umgangs- und Amtssprache. Nach der Unterdrückung in der Sowjetzeit werden im 1991 neu gegründeten Estland die sprachlichen Minderheiten wieder gefördert. So hat auch das kurz vor dem Aussterben stehende Estlandschwedisch noch eine neue Chance erhalten. In Volksschulen gibt es Kurse für Estlandschwedisch, vor allem auf den Inseln Ösel und Dagö, wo das Hauptsprachgebiet des Estlandschwedischen lag.

## Sprachbesonderheiten in der Phonetik
Die dialektgeografischen Beziehungen zu den übrigen schwedischen Dialekten sind noch nicht klar erkundet. Sicher ist nur, dass von verschiedenen schwedischen Dialektgebieten auf das Estlandschwedische eingewirkt wurde und dies über eine sehr lange Zeit. Viele Lehnwörter unter anderem aus dem Deutschen, Russischen und Estnischen spielen bei der wissenschaftlichen Sprachbetrachtung mit anderen Dialekten eine wichtige Rolle, da nur so historische Bezüge zu anderen schwedischen Dialekten herausgefunden werden können.
Die Phonetik des Estlandschwedischen zeigt altertümliche Züge. Hierzu gehören die beiden fallenden altnordischen Diphthonge wie in steinn (ai) und lauss (au). Beispiele aus dem Estlandschwedischen sind /stain/ oder /stäin/, /ai/ oder /äi/ und /läus/, die im Standardschwedischen monophthongiert sind sten, lös. Das dritte Diphthong öy (schwedisch ö) fiel mit den ersten beiden zusammen. Eine parallele Sprachentwicklung gibt es hierzu aus dem Estnischen, zum Beispiel Finnisch löyly (Saunadampf), estnisch leil. Diphthonge hat auch das Finnlandschwedische im Österbotten (stäin, öi und löus) und der gutnische Dialekt auf Gotland (stain, åi und laus) bewahrt.
Viele Wörter aus dem Standardschwedischen haben ein kurzes /a/, während das Estlandschwedische ein langes /å/ aufweist. Dies gilt besonders vor /nd/, Beispiel: strå:nde [schwedisch: stranden] und lå:nd [schwedisch: land].
Wörter, die im Standardschwedischen /ö/ haben, werden entrundet /e/ ausgesprochen: berja [börja], he:ste [hösten], meda [möda] und kepa [köper]. Gleiches gilt für /y/, das /i/ ausgesprochen wird: ni [ny], liftar [lyktor] und ixe [yxa].
Initial wird das aus dem altnordischen stammende /þ/ in Pronomina nicht stimmhaft mit /d/, sondern mit stimmlosen /t/ ausgesprochen, schwedisch du, estnisch /tʉ:/, schwedisch dem, estnisch /täim/. Es fehlt die Palatalisierung der Phoneme /k/ und /g/ wie in den festlandskandinavischen Sprachen Dänisch, Schwedisch und Norwegisch, zum Beispiel gick /gik:/, kind /kind/.

## Sprachbeispiele
Ein Textbeispiel aus der schwedischen Enzyklopädie „Nordisk familjebok“:
Nuckömål
Stick tälknin i stolpan o hälvtor stolpan topa kalkan, säte Halmen o Hälma färe kalkan o ker te Nuckö toka.
Standardschwedisch
Stick täljkniven i stolpen och vält stolpen på kälken, sätt Hjälmen och Hjälma för kälken och kör till Nuckö.
Deutsch
Steck das Schnitzmesser in den Pfahl und kipp den Pfahl auf den Schlitten, spann Hjälmen und Hjälma vor den Schlitten und fahr nach Nuckö.